# Eva Björkander-Mannheimer
Eva Britta Henriette Björkander-Mannheimer, född 23 december 1945 i Göteborg, är en svensk sociolog/socialfilosof, kulturskribent och översättare. 

## Biografi
Björkander-Mannheimer, som är dotter till ingenjör Sven Björkander och Anna Brita Holmquist, blev filosofie kandidat vid Lunds universitet, 1972, och filosofie licentiat där 1993. Hon var lärare och forskare på sociologiska institutionen vid Göteborgs universitet från 1972, kursledare i könsrollsfrågor 1979–1984 och föreståndare för Forum för tvärvetenskapliga kvinnostudier från 1984-1989. Senare studier, forskning och undervisning har rört antik- och religionshistoria.   
Hon gick Fredsmarschen Köpenhamn-Paris, 1981.    

### Familj
Björkander-Mannheimer var 1966–1975 gift med journalisten Otto Mannheimer och är mor till konstnären och författaren Sara Mannheimer.